# Hóquei sobre a grama nos Jogos Pan-Americanos de 1995
As competições de hóquei sobre a grama nos Jogos Pan-Americanos de 1995 foram realizadas em Mar del Plata, Argentina, de 12 de março a 25 de março de 1995. Esta foi a oitava edição do esporte nos Jogos Pan-Americanos. O vencedor de cada torneio ganhou vaga para as Olimpíadas 1996.

## Masculino

### Resultados
| 12 de março |      |                   |  |
| Argentina   | 12–0 | Trinidad e Tobago |  |
|             |      |                   |  |

|                |     |      |  |
| Estados Unidos | 3–2 | Cuba |  |
|                |     |      |  |

| 13 de março |     |       |  |
| Canadá      | 5–0 | Chile |  |
|             |     |       |  |

|           |      |          |  |
| Argentina | 18–0 | Paraguai |  |
|           |      |          |  |

|      |     |                   |  |
| Cuba | 5–0 | Trinidad e Tobago |  |
|      |     |                   |  |

| 14 de março |     |                |  |
| Canadá      | 3–1 | Estados Unidos |  |
|             |     |                |  |

|       |     |          |  |
| Chile | 7–1 | Paraguai |  |
|       |     |          |  |

| 15 de março |     |      |  |
| Argentina   | 3–0 | Cuba |  |
|             |     |      |  |

|                |     |                   |  |
| Estados Unidos | 8–1 | Trinidad e Tobago |  |
|                |     |                   |  |

| 17 de março |      |          |  |
| Canadá      | 17–0 | Paraguai |  |
|             |      |          |  |

|           |     |       |  |
| Argentina | 6–1 | Chile |  |
|           |     |       |  |

| 18 de março |     |                   |  |
| Canadá      | 4–0 | Trinidad e Tobago |  |
|             |     |                   |  |

|      |      |          |  |
| Cuba | 13–0 | Paraguai |  |
|      |      |          |  |

| 19 de março |     |                |  |
| Argentina   | 2–1 | Estados Unidos |  |
|             |     |                |  |

|                   |     |       |  |
| Trinidad e Tobago | 3–0 | Chile |  |
|                   |     |       |  |

| 20 de março    |      |          |  |
| Estados Unidos | 11–0 | Paraguai |  |
|                |      |          |  |

|      |     |        |  |
| Cuba | 1–1 | Canadá |  |
|      |     |        |  |

| 22 de março |     |       |  |
| Cuba        | 2–0 | Chile |  |
|             |     |       |  |

|           |     |        |  |
| Argentina | 1–1 | Canadá |  |
|           |     |        |  |

| 23 de março       |     |          |  |
| Trinidad e Tobago | 7–0 | Paraguai |  |
|                   |     |          |  |

|                |     |       |  |
| Estados Unidos | 2–0 | Chile |  |
|                |     |       |  |

### Classificação
|    | Time              | Pontos | J | V | E | D | GP | GC | SG  |
| -- | ----------------- | ------ | - | - | - | - | -- | -- | --- |
| 1. | Argentina         | 11     | 6 | 5 | 1 | 0 | 42 | 3  | +39 |
| 2. | Canadá            | 10     | 6 | 4 | 2 | 0 | 31 | 3  | +28 |
| 3. | Estados Unidos    | 8      | 6 | 4 | 0 | 2 | 26 | 10 | +16 |
| 4. | Cuba              | 7      | 6 | 3 | 1 | 2 | 22 | 7  | +15 |
| 5. | Trinidad e Tobago | 4      | 6 | 2 | 0 | 4 | 11 | 29 | –18 |
| 6. | Chile             | 2      | 6 | 1 | 0 | 5 | 8  | 19 | –11 |
| 7. | Paraguai          | 0      | 6 | 0 | 0 | 6 | 1  | 73 | –72 |

## Play-offs

### Disputa do bronze
| 25 de março    |     |      |  |
| Estados Unidos | 3–2 | Cuba |  |
|                |     |      |  |

### Disputa do ouro
| 25 de março |     |        |  |
| Argentina   | 1–0 | Canadá |  |
|             |     |        |  |

### Classificação final
| POSIÇÃO | TIME              |
| ------- | ----------------- |
|         | Argentina         |
|         | Canadá            |
|         | Estados Unidos    |
| 4.      | Cuba              |
| 5.      | Trinidad e Tobago |
| 6.      | Chile             |
| 7.      | Paraguai          |

## Feminino

### Resultados
| 12 de março |     |                   |  |
| Canadá      | 1–0 | Trinidad e Tobago |  |
|             |     |                   |  |

|           |     |          |  |
| Argentina | 8–0 | Paraguai |  |
|           |     |          |  |

| 13 de março |     |         |  |
| Cuba        | 1–0 | Jamaica |  |
|             |     |         |  |

|                |     |        |  |
| Estados Unidos | 2–0 | Canadá |  |
|                |     |        |  |

| 14 de março |     |                   |  |
| Argentina   | 1–0 | Trinidad e Tobago |  |
|             |     |                   |  |

|                |     |      |  |
| Estados Unidos | 5–0 | Cuba |  |
|                |     |      |  |

|         |     |          |  |
| Jamaica | 2–0 | Paraguai |  |
|         |     |          |  |

| 15 de março |     |        |  |
| Argentina   | 3–0 | Canadá |  |
|             |     |        |  |

|                   |     |          |  |
| Trinidad e Tobago | 4–0 | Paraguai |  |
|                   |     |          |  |

| 17 de março    |     |         |  |
| Estados Unidos | 4–0 | Jamaica |  |
|                |     |         |  |

|        |     |      |  |
| Canadá | 3–0 | Cuba |  |
|        |     |      |  |

| 18 de março       |     |         |  |
| Trinidad e Tobago | 0–0 | Jamaica |  |
|                   |     |         |  |

|                |     |           |  |
| Estados Unidos | 1–1 | Argentina |  |
|                |     |           |  |

| 19 de março |     |          |  |
| Canadá      | 9–0 | Paraguai |  |
|             |     |          |  |

|      |     |                   |  |
| Cuba | 3–1 | Trinidad e Tobago |  |
|      |     |                   |  |

| 20 de março |     |         |  |
| Argentina   | 8–0 | Jamaica |  |
|             |     |         |  |

|                |      |          |  |
| Estados Unidos | 11–0 | Paraguai |  |
|                |      |          |  |

| 22 de março |     |      |  |
| Argentina   | 5–0 | Cuba |  |
|             |     |      |  |

|        |     |         |  |
| Canadá | 1–0 | Jamaica |  |
|        |     |         |  |

| 23 de março    |     |                   |  |
| Estados Unidos | 6–0 | Trinidad e Tobago |  |
|                |     |                   |  |

|      |     |          |  |
| Cuba | 3–0 | Paraguai |  |
|      |     |          |  |

### Classificação
|    | Time              | Pontos | J | V | E | D | GP | GC | SG  |
| -- | ----------------- | ------ | - | - | - | - | -- | -- | --- |
| 1. | Estados Unidos    | 11     | 6 | 5 | 1 | 0 | 29 | 1  | +28 |
| 2. | Argentina         | 11     | 6 | 5 | 1 | 0 | 26 | 1  | +25 |
| 3. | Canadá            | 8      | 6 | 4 | 0 | 2 | 14 | 5  | +9  |
| 4. | Cuba              | 4      | 6 | 2 | 0 | 4 | 5  | 16 | –11 |
| 5. | Trinidad e Tobago | 3      | 6 | 1 | 1 | 4 | 5  | 11 | –6  |
| 6. | Jamaica           | 3      | 6 | 1 | 1 | 4 | 2  | 14 | –12 |
| 7. | Paraguai          | 0      | 6 | 0 | 0 | 6 | 0  | 37 | –37 |

## Play-offs

### Disputa do bronze
| 25 de março |     |      |  |
| Canadá      | 4–0 | Cuba |  |
|             |     |      |  |

### Disputa do ouro
| 25 de março |     |                |  |
| Argentina   | 3–2 | Estados Unidos |  |
|             |     |                |  |

### Classificação final
| POSIÇÃO | TIME              |
| ------- | ----------------- |
|         | Argentina         |
|         | Estados Unidos    |
|         | Canadá            |
| 4.      | Cuba              |
| 5.      | Trinidad e Tobago |
| 6.      | Jamaica           |
| 7.      | Paraguai          |